# 斯科蒂·謝弗勒
斯科蒂·謝弗勒（英語：Scottie Scheffler；1996年6月21日—）是美國的一位職業高爾夫球手，參加PGA巡迴賽的賽事。他是現任男子高爾夫世界排名第一的球手。他迄今四次獲得四大賽冠軍，包括2022及2024年美國名人賽、2025年PGA錦標賽和2025年英國高爾夫球公開賽。在2024年夏季奧運會上獲得男子個人金牌。

## 2024年被捕事件
2024年5月19日PGA錦標賽當天的清晨，警方在瓦哈拉高爾夫俱樂部附近因交通意外設置了路障。謝弗勒在經過路障時因為警方指揮不清晰誤墮法網，於6:20am被捕，被控以二級攻擊警察罪、C級重罪和三項輕罪：三級刑事破壞、魯莽駕駛和無視交通指揮員的交通信號。8:40am，他自我擔保獲釋，但當天比賽的心情已被影響，他最終大熱倒灶，未能奪冠。同月29日，路易斯維爾市警察局與謝弗勒達成協議，不對他進行起訴。檢察官邁克·奧康奈爾形容此事為「一個重大的誤會」。民眾則普遍認為謝弗勒慘遭警方不合理對待，成為警察濫權的犧牲品。2025年，謝弗勒於PGA錦標賽獲得冠軍，終於為自己出了一口惡氣，甚至連他的贊助商Nike都幽他一默。2025年美國運動喜劇片《高爾夫球也瘋狂2》謝弗勒也有客串現出，戲中他飾演自己，而且有被捕的戲份，他只可以在羈留室中觀看球賽。

## 外部連結
- 斯科蒂·謝弗勒在PGA巡迴賽的官方網站
- 斯科蒂·謝弗勒在男子高爾夫世界排名的官方網站